# 곤겐
곤겐(일본어: 権現)은 일본의 신들을 불교의 부처나 보살의 화신으로서 나타난 것으로 하는 본지수적설에 따른 일본의 신호이다. 곤이라는 문자는 ‘ 권대납언 ’ 등과 같이 ‘임시의’ ‘가의’라는 의미로 부처님이 ‘가만히’ 하나님의 형태를 취하여 ‘ 나왔다 ’는 것을 나타낸다.
인도의 브라만교와 힌두교의 신들은 「천」이라는 신호로 호법선신으로서 대승불교의 천부에 도입되었지만, 일본의 신들이 일본 불교에 도입되었을 때에는 본지수적 사상에 근거해 곤겐이라는 신호가 많이 사용되었다. 곤겐에는 산노신토(천태종)· 양부신토 (진언종)에 근거하는 것이나, 자연 숭배 ( 산악 신앙 )와 수험도가 융합한 것 등이 있어, 민간 신앙에 있어서는 지역의 명사나 불의의 죽음을 이룬다 인물 등이 사후에 곤겐으로 모시는 예도 보인다. 덧붙여 「묘진호」와 「 곤겐호」가 구별되지 않고 사용되는 예도 적지 않다. ( 아타고곤겐 = 아타고묘진, 하쿠산곤겐 = 하쿠산묘진 등)